# برادر تاتسیو، اهل ولتری

کریستا لیندر (راست) و لیندا سینی در صحنه‌ای از فیلم.

برادر تاتسیو، اهل وِلتری (ایتالیایی: Fra' Tazio da Velletri) یک فیلم کمدی به کارگردانی رومانو اسکانداریاتو است که در سال ۱۹۷۳ منتشر شد.

## گزیدهٔ بازیگران
- رمو کاپیتانی
- گلاوکو اونوراتو
- کریستا لیندر
- مارگارت رُزه کایل
- ادموندو تیـِگی
- ماسیمو پیری
- لوچانا تورینا
- دادا گالوتی
- لیندا سینی
- آتیلیو دوتزیو
- توم فِـلِگی
- آدا پومتی
- رنتسو رینالدی